# Nebula (papillon)
Genre
Nebula est un genre d'insectes lépidoptères de la famille des Geometridae.

## Espèces rencontrées en Europe
Selon Fauna Europaea (8 janv. 2015) :
- Nebula achromaria (de La Harpe, 1853) - nébuleuse achromatique
- Nebula ibericata (Staudinger, 1871) - nébuleuse ibérique
- Nebula nebulata (Treitschke, 1828) - nébuleuse grise
- Nebula numidiata
- Nebula schneideraria
- Nebula senectaria